# Cryptanthus giganteus
Cryptanthus giganteus är en gräsväxtart som beskrevs av Elton Martinez Carvalho Leme och A.P.Fontana. Cryptanthus giganteus ingår i släktet Cryptanthus, och familjen Bromeliaceae. Inga underarter finns listade i Catalogue of Life.